# Marchéville-en-Woëvre
Marchéville-en-Woëvre – miejscowość i gmina we Francji, w regionie Grand Est, w departamencie Moza.
Według danych na rok 1990 gminę zamieszkiwało 70 osób, a gęstość zaludnienia wynosiła 12 osób/km² (wśród 2335 gmin Lotaryngii Marchéville-en-Woëvre plasuje się na 975. miejscu pod względem liczby ludności, natomiast pod względem powierzchni na miejscu 935.).